# Hermann Katzenberger

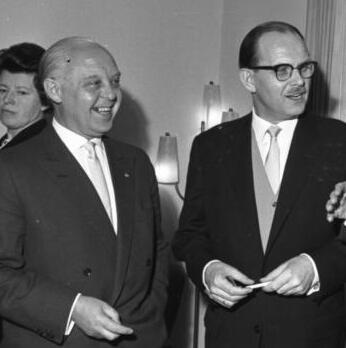
Hermann Katzenberger (links) mit Hermann Trittelvitz

Hermann Johann Georg Katzenberger (* 20. April 1891 in Mannheim; † 23. November 1958 in Heidelberg) war ein deutscher Staatsbeamter und Diplomat.

## Leben und Wirken
Nach dem Besuch des Gymnasiums studierte Katzenberger in Heidelberg, Berlin und Greifswald. Ab 1914 nahm er am Ersten Weltkrieg teil. Da er bereits im ersten Kriegsjahr schwer verwundet wurde, wurde er 1915 infolge des Verlustes seines linken Armes aus der Armee entlassen. Er schlug daraufhin eine akademische Laufbahn ein. Zunächst beendete er sein Studium mit einer Doppelpromotion zum Doktor der Philosophie im Jahr 1916 und zum Doktor der Rechtswissenschaften im Jahr 1918. Gleichzeitig war er ab 1916 Assistent an der Technischen Hochschule in Berlin und wissenschaftlicher Hilfsarbeiter des Statistischen Amtes in Mannheim, bevor er 1918 zum Direktor des Akademischen Hilfs-Bundes ernannt wurde.
Nach dem Zusammenbruch des Kaiserreiches und der Gründung der Weimarer Republik begann Katzenberger, der bereits in seiner Dissertation von 1917 für ein Zusammengehen des Zentrums mit der Sozialdemokratie für die Zeit nach dem Krieg plädiert hatte, sich in der katholischen Zentrumspartei zu betätigen: 1920 gab er seine wissenschaftliche Laufbahn schließlich auf, um sich ganz der Politik zuzuwenden. Ab 1920 war er im Reichsministerium für Ernährung und Landwirtschaft tätig und amtierte bis 1922 als Reichsgeneralsekretär der Zentrumspartei. Anschließend war er knapp fünf Jahre Verlagsleiter der Germania, der Parteizeitung des Zentrums in Berlin, bis die Germania 1927 in den Besitz von Franz von Papen kam, der Katzenberger entließ, da dieser als Vertreter des linken Parteiflügels für den Rechtskurs, auf den von Papen die Zeitung zu bringen gedachte, ungeeignet war. Von April 1922 bis 1927 hatte er außerdem dem Verlagsvorstand der Germania angehört.
1927 wurde Hermann Katzenberger zum Oberregierungsrat im Preußischen Staatsministerium ernannt und vertrat in dieser Funktion die Reichsregierung in den Reichspressekonferenzen. 1928 wechselte er in die Vereinigte Presseabteilung der Reichsregierung und des Auswärtigen Amtes, deren stellvertretender Leiter er wurde. 1929 wurde er Leiter des Inlandreferates, bis er im Juni 1932 von Walther Heide abgelöst wurde. Sein Ausscheiden erfolgte, wie das Ausscheiden des Reichspressechefs Walter Zechlin, im Gefolge der Entlassung des Reichskanzlers Heinrich Brüning. Im Oktober desselben Jahres wurde er in den einstweiligen Ruhestand versetzt. 1933 wurde er verabschiedet, dann aber von 1934 bis 1938 erneut kommissarisch in der Presseabteilung des Auswärtigen Amtes beschäftigt, zuletzt als Leiter des Referates Ferner Osten und Schweiz.
Ab 1938 arbeitete Katzenberger als kaufmännischer Angestellter in Frankfurt und als Handelsbevollmächtigter des Verlages Deutschlanddienst GmbH in Berlin. Von 1939 bis 1941 war er Leiter der von diesem Verlag veröffentlichten  Zeitungskorrespondenz Dienst aus Deutschland.
Nach dem Zweiten Weltkrieg beteiligte sich Katzenberger am politischen Wiederaufbau in Westdeutschland. Mitte 1945 setzte er sich zunächst federführend  für die Gründung der Union-Verlag GmbH in der Viersektorenstadt Berlin ein sowie für die Herausgabe der SMAD-lizenzierten Zeitung Neue Zeit, die später den Untertitel Tageszeitung der Christlich-Demokratischen Union Deutschlands trug. Er entwickelte das erste Konzept für die Tageszeitung bereits am 21. Juni 1945 und schlug darin den Zeitungsnamen Neue Zeit vor, der in einem weiteren Konzept vom 4. Juli 1945 unter der Regie des designierten Chefredakteurs Emil Dovifat  beibehalten wurde. Zusammen mit Otto Nuschke wurde Katzenberger die Geschäftsführung des Union Verlages übertragen. Als erster Verlagsdirektor des Berliner CDU-Blattes bemühte er sich, die Pressefreiheit gegenüber den SMA-Presseoffizieren zu bewahren. Hermann Katzenberger gehörte – zusammen mit Jakob Kaiser, Ernst Lemmer, Otto Heinrich von der Gablentz, Alfred Gerigk, Johann Baptist Gradl, Hugo Hickmann (CDU-Landesverband Sachsen), Kurt Landsberg (Landesverband Berlin), Hans Peters und Robert Tillmanns – zur Berliner Delegation der CDU aus der ehemaligen Reichshauptstadt und der SBZ, die im Februar 1947 nach Königstein/Taunus reiste, um an der konstituierenden Tagung der bereits Ende 1945 in Bad Godesberg beschlossenen Arbeitsgemeinschaft der CDU/CSU teilzunehmen.  Noch im selben Jahr 1947 bis 1949 war Katzenberger auf Vermittlung seines Germania-Kollegen Carl Spiecker Ministerialdirigent und als Nachfolger von Max Hildebrand von Gumppenberg Leiter der Landespressestelle (Landespressechef) des nordrhein-westfälischen Ministerpräsidenten Karl Arnold. 1950 wurde er geschäftsleitender Direktor des Bundesrates. Von 1951 bis 1956 war Katzenberger Generalkonsul beziehungsweise ab Juni 1951 Gesandter in Dublin.

## Schriften
- Die Sozialdemokratie und die Reichsfinanzreform von 1906–1913 bis zum Kriege. Leipzig 1917 (Dissertation).
- Der Akademische Hilfsbund. 1920.